# Смит, Ярдли
Ма́рта Мари́я Я́рдли Смит (англ. Martha Maria Yeardley Smith; 3 июля 1964, Париж) — американская актриса, наиболее известная озвучиванием Лизы Симпсон в мультсериале «Симпсоны».

## Биография
Ярдли Смит родилась в Париже, а выросла в Вашингтоне, в семье Джозефа Ярдли Смита (10 мая 1931 года — 17 января 2006 года), первого главного редактора газеты «Вашингтон пост».
В США известна по своим ролям в сериалах «Голова Германа», «Дарма и Грег» и многих других. В телесериале «Симпсоны» изначально пробовалась на роль Барта, но голос Нэнси Картрайт сочли более подходящим, в то время как Смит идеально подошла для озвучивания Лизы.
В течение 25 лет страдала от булимии. Примечательно, что в «Симпсонах», в серии «Sleeping with the Enemy» и у её героини, Лизы, проявилось пищевое расстройство.
Дважды была замужем: с 1990 по 1992 год — за канадским актёром Кристофером Гроувом, а с 2002 года по 2008 год — за Дэниелом Эриксоном.

## Избранная фильмография
| Год       |    | Русское название                | Оригинальное название          | Роль         |
| --------- | -- | ------------------------------- | ------------------------------ | ------------ |
| 1985      | ф  | Помогите нам, небеса            | Heaven Help Us                 | Кэтлин       |
| 1985      | ф  | Легенда о Билли Джин            | The Legend of Billie Jean      | Путтер       |
| 1986      | ф  | Максимальное ускорение          | Maximum Overdrive              | Конни        |
| 1989      | ф  | Имбирный лимонад                | Ginger Ale Afternoon           | Бонни Клитор |
| 1989—2020 | мс | Симпсоны                        | The Simpsons                   | Лиза Симпсон |
| 1991      | ф  | Городские пижоны                | City Slickers                  | Нэнси        |
| 1992      | ф  | Игрушки                         | Toys                           | мисс Драм    |
| 1993      | мф | Мы вернулись! История динозавра | We’re Back! A Dinosaur’s Story | Сесилия      |
| 1997      | ф  | Лучше не бывает                 | As Good as It Gets             | Джеки        |
| 2007      | мф | Симпсоны в кино                 | The Simpsons Movie             | Лиза Симпсон |
| 2014      | с  | Месть                           | Revenge                        | Филлис       |